# Santa Quitéria (Ceará)
Pour les articles homonymes, voir Santa Quitéria.
Santa Quitéria est une municipalité brésilienne de l’État du Ceará. En 2010, elle compte 42 763 habitants.

## Source
- (pt) Cet article est partiellement ou en totalité issu de l’article de Wikipédia en portugais intitulé « Santa Quitéria » (voir la liste des auteurs).